# Game Gear
La Game Gear es una videoconsola portátil creada por Sega en respuesta a la Game Boy de Nintendo. Es la tercera consola portátil con pantalla en color de la historia, después de la Atari Lynx y la Turbo Express.
El proyecto comenzó en 1989 bajo el nombre de «Project Mercury» y fue lanzada en Japón el 6 de octubre de 1990. En América y Europa fue lanzada en 1991 y en Australia en 1992. El soporte para este sistema se abandonó a principios de 1997.

## Diseño y características técnicas
La Game Gear fue básicamente una Master System portátil con menor resolución, pero que permitía una paleta de colores mayor, y potencialmente mejores gráficos. Además, podía producir sonido estéreo (disponible utilizando su salida de auriculares), una característica que la Master System, con su salida mono, tampoco poseía. Sin embargo, muy pocos juegos fueron programados con sonido estéreo. Uno de los pocos juegos que lo incluía era por ejemplo Columns.
Debido a las semejanzas técnicas de la Game Gear con la Master System, era muy sencillo portar los juegos para la portátil. De hecho, era posible escribir directamente los juegos de Master System en cartuchos para Game Gear sin necesidad de reprogramación. Además, un adaptador llamado «Master Gear Converter» permitía insertar cartuchos de la Master System directamente en la Game Gear. El proceso inverso (usar juegos de Game Gear en la Master System) no era posible debido a la mayor paleta de colores de la portátil.
Las especificaciones técnicas son las siguientes:
- CPU: Zilog Z80 (8-bit) 3.579545 MHz
- RAM: 8kB de RAM y 16kB adicionales de video RAM.
- Pantalla: 3.2 Inches
- Resolución: 160 x 144 píxeles
- Paleta de color: 4096 colores
- Colores en pantalla: 32 colores
- Sprites en pantalla: 64
- Tamaño del Sprite: 8x
- Audio: Texas Instruments SN76489 4 canales, 8 voces

## Historia
La Game Gear fue creada por Sega para hacer frente a la Game Boy de Nintendo. La estrategia de Sega fue lanzar al mercado una portátil muy superior técnicamente a su gran rival, la Game Boy, y con un gran catálogo de juegos, ya que las conversiones de Master System a la Game Gear eran muy fáciles de realizar.
Su diseño era moderno y atractivo, a pesar de que su tamaño era bastante superior al de la Game Boy de Nintendo. Su pantalla era en color y retroiluminada, lo que supuso un hito, que compartió con la Atari Lynx y la Turbo Express. Uno de los periféricos más famosos fue el sintonizador de TV, que se conectaba en el zócalo de los cartuchos y permitía ver la televisión en la pantalla de la consola.
La Game Gear no se hizo muy popular en Japón, debido en gran medida a diversos problemas de fabricación en sus primeras remesas. Otro gran problema fue su autonomía, con 5 horas como máximo debido en gran parte a su pantalla retroiluminada, y muy lejos de su competidora Game Boy (que tenía pantalla monocroma sin retroiluminación). Para intentar paliar este problema se vendía aparte un pack de 6 pilas recargables del tipo Ni-Cd, pero su elevado precio y la necesidad de descargarlas completamente para volver a cargarlas no lo hicieron muy popular.
A pesar de su diseño ergonómico y su magnífica pantalla para la época, la Game Gear no consiguió arrebatar a Nintendo una cuota de mercado significativa. Alcanzó un 10.7% de la cuota de mercado. Y aunque fue claramente derrotada por Game Boy, esta consola fue rentable para Sega, y tuvo unos seis años de vida, lo normal en la mayoría de consolas. Su precio pasó de los 130 € en 1990 a los 90 € en 1996.
Contó con varios packs:
- Consola + Colums,
- Consola + Colums + Super Mónaco GP,
- Consola + Sonic + Alimentación,
- Consola + TV Turner + Sonic + Alimentación,
- Consola + 4 juegos en 1 cartucho (Super Columns, Smash Tennis, Rally, Penalty Kick),
- Consola + The Lion King,
- Consola + Aladdin.

El apoyo de Sega a su consola portátil acabó en 1997, y el último juego aparecido para esta consola fue The Lost World: Jurassic Park en diciembre de 1997. Majesco lanzó una pequeña remesa en 2000. Después de la Game Gear, Sega lanzó otra consola portátil llamada Sega Mega Jet (basada en el hardware de Mega Drive) que fue un fracaso debido a su carencia de pantalla y no podía ser encendida sin adaptador CA, después salió la Sega Nomad (también basada en el hardware de Mega Drive) y ahora tenía pantalla en color y cargador de batería, que fue comercialmente más exitosa que la Sega Mega Jet pero menos exitosa que la game gear.
Un rediseño de la consola vio la luz en 2006 bajo muchas marcas como Coleco o PlayPal. Era más pequeña y con una pantalla más brillante. Necesitaba solo tres pilas tipo AAA y contenía veinte juegos.

## Juegos
El catálogo de juegos llegó a contar con unos 300 títulos, en cartuchos que iban de los 2 a los 8 megabits, de los cuales un tercio fueron realizados por terceras compañías (third parties) como EA, Capcom, Konami, Domark, Codemasters, etc. A lo largo de su vida se vendieron un total de 38.2 millones de juegos.
Algunos de los juegos más destacables son:
- Arena
- Aladdin
- Asterix and the Great Rescue
- Caesar's Palace
- Chuck Rock
- Cool Spot
- Dynamite Headdy
- Donald Duck, The Lucky Dime Caper
- Donald Duck, Deep Duck Trouble
- Earthworm Jim
- Factory Panic
- Fatal Fury Special
- Fantasy Zone
- Garfield
- GP Raider
- James Pond 2
- Jurassic Park
- Lion King
- The Smurfs
- Marble Madness
- Marko's Magic Football
- Mickey Mouse Castle of Illusion
- Mickey Mouse Land Illusion
- Mickey Mouse Legend Illusion
- Micro Machines
- Micro Machines 2 Turbo Tournament
- Mortal Kombat
- Mortal Kombat 2
- NBA Jam
- NHL Hockey
- PGA Tour Golf II
- Mighty Morphing Power Rangers
- Power Strike II
- Out Run
- Olympic Gold
- Robocop vs Terminator
- Sensible Soccer
- Shinobi
- Shinobi II
- Sonic
- Sonic 2
- Sonic Chaos
- Sonic Triple Trouble
- Sonic Drift Racing
- Sonic Blast
- Speedy González
- Star Wars
- Street of Rage
- Street of Rage 2
- Super Off Road
- Super Columns
- Tempo Jr
- The Incredible Hulk
- The Jugle Book
- True Lies
- Virtua Fighter Animation
- Wonder Boy
- World Cup USA 94

## Accesorios

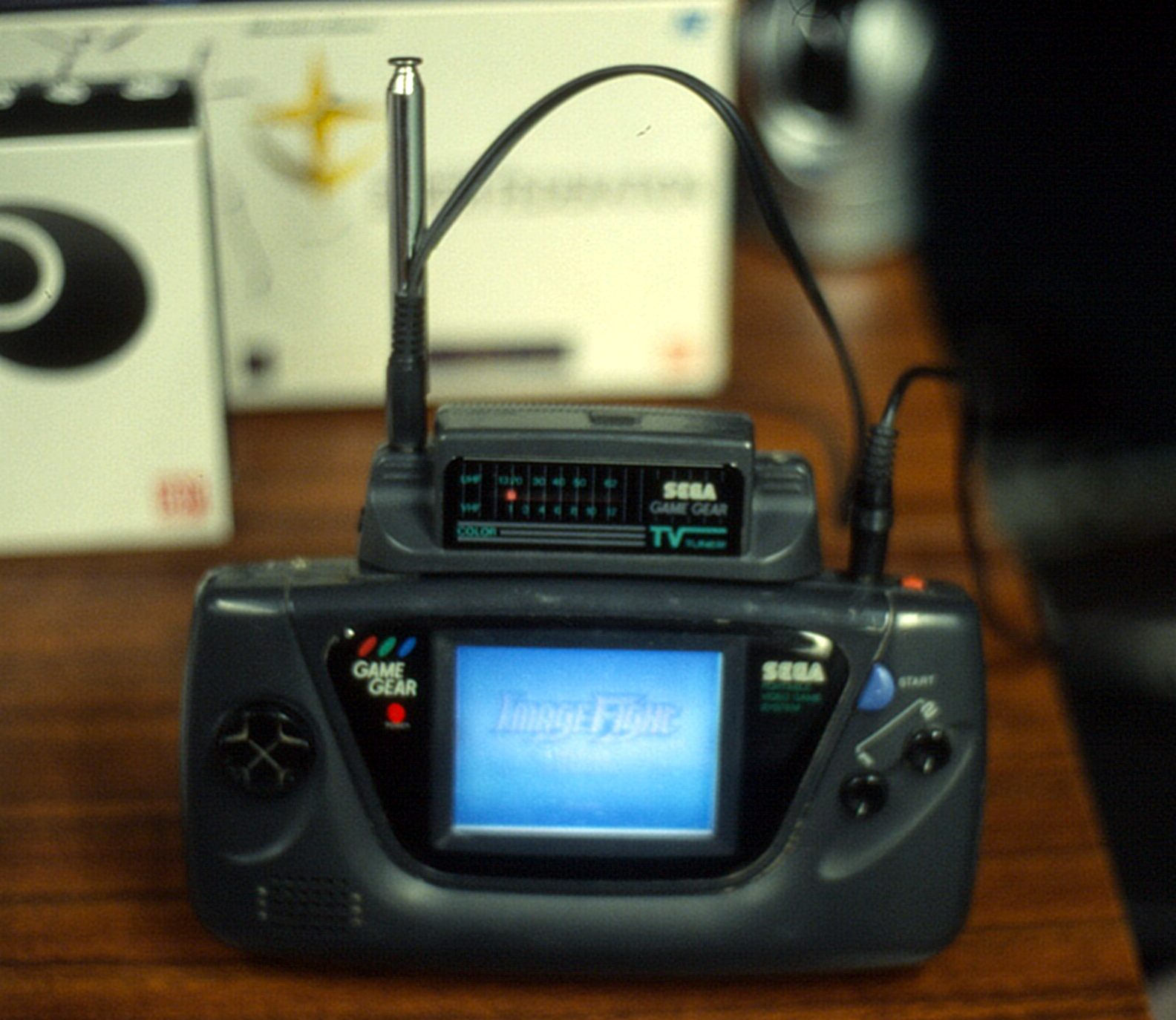
TV Tuner conectado a Game Gear

La mayoría de los accesorios fueron producidos por la propia Sega, aunque terceras empresas como Logic 3 desarrollaron alguna que otra funda, mochila o accesorio.
Los accesorios más destacables son:
- Game Gear Battery Pack (batería externa)
- TV Tuner (sintonizador TV) (apagón analógico)
- Cable Gear To Gear (jugar a doble con dos consolas)
- Master Gear Converter (juegos de Master System en Game Gear)
- Fuente de alimentación universal
- Fuente de alimentación para el coche
- Batería recargable
- Wide Gear (lupa para la pantalla)
- Carry All (mochila para la consola y los juegos)